# Galloisiana yezoensis
Galloisiana yezoensis är en insektsart som beskrevs av Syoziro Asahina 1961. Galloisiana yezoensis ingår i släktet Galloisiana och familjen Grylloblattidae. Inga underarter finns listade i Catalogue of Life.